# 恵那ラジウム温泉
恵那ラジウム温泉（恵那はなれの宿）は、岐阜県恵那市大井町にある温泉。

## 泉質
- 放射能冷鉱泉（ラジウム冷鉱泉）
  - 泉温　13.5°C
  - 無色透明・無味無臭。加温・循環濾過方式。

## 温泉地
恵那市街地の外れ、中心部から恵那峡ヘ向かう途中に一軒宿の「恵那はなれの宿」が存在する。
浴室は岩造りの内風呂のみで、露天風呂はない。夕食には地元の山菜料理が提供されている。

## 歴史
開湯は建久3年（1192年）。落武者が傷の治療に効能が高いと知れ渡り、霧ヶ城主が薬師如来を祀ったことから、薬師の霊泉として愛されてきた。
旅館の創業は昭和25年（1960年）

## 交通
鉄道
- JR中央本線恵那駅より車で5分又は東濃鉄道バス恵那峡行きで10分、バス停「土々ヶ根」下車。

自動車
- 中央自動車道恵那ICから恵那峡方面、車で3分。